# Ramiro Herrera
Pas d'image ? Cliquez ici

a Compétitions nationales et continentales officielles uniquement.

b Matchs officiels uniquement.
Dernière mise à jour le 9 novembre 2024.
Ramiro Herrera, né le 14 février 1989 à Comodoro Rivadavia (Argentine), est un joueur international argentin de rugby à XV jouant au poste de pilier droit.
Dans les années 2010 il est cité parmi les meilleurs piliers de son temps par le Bleacher Report.

## Biographie

### Carrière en club
Ramiro Herrera commence sa carrière avec le Hindú Club. En 2012, il atteint la finale du championnat de l'URBA et affronte La Plata. Herrera est titulaire et son équipe s'impose 15 à 9.
L'année suivante, il s'engage avec les Pampas XV, pour participer à la Vodacom Cup 2013. Puis, il fait son retour au Hindú Club, qui retrouve la finale du championnat de l'URBA. Face au Club Universitario de Buenos Aires il est titulaire mais son équipe est vaincue 11 à 9.
Ramiro Herrera arrive au Castres olympique en avril 2014 pour pallier les blessures des piliers droits néo-zélandais Karena Wihongi et de son remplaçant géorgien Anton Peikrishvili lors de la saison 2013-2014. Convaincant, il prolonge rapidement son contrat pour deux saisons supplémentaires. Cette saison, le pilier argentin joue avec le CO une demi-finale de Top 14 contre le Montpellier Hérault rugby, puis dispute la finale face au RC Toulon, qui se solde par une défaite (18-10). 
En 2015, son rendement n'est plus aussi apprécié à Castres et il rejoint la nouvelle franchise argentine des Jaguares pour la saison 2016 de Super Rugby. 
Deux ans plus tard, il rejoint le club parisien du Stade français Paris pour signer un contrat de trois ans. Au bout de deux saisons, il est licencié pour « faute grave ».
Quelques mois après son départ du Stade français, il est recruté par le Stade rochelais en tant que joker médical de Uini Atonio, blessé aux cervicales. Il prolonge ensuite son contrat jusqu'en 2022.
À l'issue de son contrat avec La Rochelle, il fait un bref retour dans son club formateur, le Hindú Club, puis s'engage en MLR, avec le Old Glory DC.

### Carrière internationale
Il obtient sa première cape internationale le 7 juin 2014, à l’occasion d’un match contre l'équipe d'Irlande.

## Statistiques internationales
Au 31 octobre 2015, Ramiro Herrera compte 20 sélections avec l'équipe d'Argentine, dont 14 en tant que titulaire, depuis son premier match disputé le 7 juin 2004 contre l'Irlande.
Il participe à deux éditions du Rugby Championship, en 2014 et 2015, disputant huit rencontres dont sept en tant que titulaire.
Il participe à une édition de la coupe du monde, lors de l'édition 2015, où il dispute sept matchs, contre la Nouvelle-Zélande, la Géorgie, les Tonga, la Namibie, l'Irlande, l'Australie et l'Afrique du Sud.

## Palmarès
- Hindú Club
  - Vainqueur du Championnat de l'URBA en 2012
  - Finaliste du Championnat de l'URBA en 2013

- Castres olympique
  - Finaliste du Championnat de France en 2014
- Stade rochelais
  - Finaliste du Championnat de France en 2021